# سيغنوس (مركبة فضائية)
مركبة سيغنوس الفضائية (بالإنكليزية: Cygnus)، هي مركبة فضائية أمريكية مُستهلكة لنقل الحمولات طُورت بواسطة شركة أوربيتال ساينسيز، وشُيدت وأُطلقت بواسطة شركة نورثروب غرومان للأنظمة الفضائية باعتبارها جزءًا من خدمات إعادة الإمداد التجارية (CRS) الخاصة بوكالة ناسا. أُطلقت المركبة على متن الصاروخ أنتاريس لشركة نورثروب غرومان أو الصاروخ اطلس 5 لائتلاف الإطلاق المتحد (ULA)، وصُممت المركبة لنقل الإمدادات إلى محطة الفضاء الدولية (ISS) عقب انتهاء برنامج المكوك الفضائي الأمريكي. منذ شهر أغسطس عام 2000، كانت مهمات إعادة تزويد محطة الفضاء الدولية بالإمدادات تُطلق بانتظام على متن مركبة بروغريس الفضائية الروسية، ومركبة النقل الفضائية الأوروبية، ومركبة النقل إتش 2 اليابانية. تسعى وكالة ناسا، مع استخدامها لمركبة سيغنوس الفضائية ومركبة سبيس إكس دراغون الفضائية، أن تزيد من شراكاتها مع شركات الطيران المحلية التجارية وشركات صناعة الطيران.
سيغنوس كلمة يونانية لاتينية تعني طائر التم، وهو اسم أحد الكوكبات الشمالية.

## التطوير
قررت ناسا إنهاء تعاقدها مع شركة روكتبلين كيستلر يوم 18 أكتوبر عام 2007، بعد عجز الشركة عن تحمل التزامات التمويل الخاصة بمركبتها للإطلاق كيه-1، في ظل شروط اتفاقية خدمات النقل المداري التجارية (COTS)، وأعادت وكالة ناسا عقدها مع شركة أخرى بعد إجراء مسابقة بين الشركات. في يوم 19 فبراير عام 2008، أعلنت وكالة ناسا الشركة الفائزة التي اختارتها، وهي شركة أوربيتال ساينسز. وفي يوم 23 ديسمبر عام 2008، منحت وكالة ناسا شركة أوربيتال ساينسز عقدًا بقيمة 1.9 مليار دولار في ظل برنامج خدمات إعادة الإمداد التجارية. ستنقل شركة أوربيتال ساينسيز، بوجب هذا العقد، حمولات حتى 20 طنًا إلى محطة الفضاء الدولية حتى عام 2016 في ثماني رحلات على متن المركبة الفضائية سيغنوس.
في شهر أبريل عام 2010، عرضت شركة أوربيتال نموذجًا بالحجم الكامل لمركبة نقل الحمولات سيغنوس في منتدى الفضاء الوطني (NSS) بمدينة كولورادو سبرينغس في ولاية كولورادو.
خُطط لرحلة سيغنوس الأولى في البداية، المُطلقة على متن مركبة إطلاق الفئة المتوسطة أنتاريس (توروس 2 سابقًا) أو أطلس 5، أن تكون في ديسمبر عام 2010. أُطلقت المهمة التجريبية لسيغنوس بنجاح يوم 18 سبتمبر عام 2013. وفي يوم 12 يناير عام 2014، وصلت أول مهمة إعادة إمداد خُطط لها للمركبة سيغنوس إلى محطة الفضاء الدولية؛ حملت الكبسولة الفضائية هدايا عيد الميلاد وفواكه طازجة لرواد الفضاء الموجودين هناك. تأخر وصول المركبة إلى المحطة؛ بسبب الحاجة إلى إصلاح المحطة أولًا، ثم بسبب الطقس شديد البرودة عند موقع الإطلاق والانفجارات الشمسية التي أجبرت الشركة على تأجيل الرحلة.
بدأ إطلاق النسخة المُحسنة من هذه المركبة، والتي تسمى «أورب سي أر إس-4» على متن الصاروخ أطلس 5 في ديسمبر عام 2015. وبينما كان مُخططًا لهذه النسخة أن تطير في الرحلة الخامسة، سبب فشل إطلاق المركبة في البداية، وانتقالها للإطلاق على متن الصاروخ أطلس 5 بعد ذلك، تأخر رحلتها. ومن ناحية أخرى، سمحت الدروس التي تعلمتها الشركة حول تعبئة المركبة، مع القدرات الإضافية للصاروخ أطلس، بزيادة كتلة الحمولة إلى 3500 كيلوغرام.